# Rickard Karlsson
Rickard Karlsson (* 21. Juli 1979) ist ein ehemaliger schwedischer Eishockeyspieler, der während seiner aktiven Laufbahn unter anderem für Nyköpings Hockey und Hammarby Hockey in der HockeyAllsvenskan gespielt hat. Sein Bruder Henrik spielte ebenfalls für Hammarby Hockey und war im Verlauf seiner Laufbahn ebenfalls für die Calgary Flames aus der National Hockey League aktiv.

## Karriere
Rickard Karlsson war zunächst für den IFK Tumba aktiv, bei dem ebenfalls sein Bruder die Nachwuchsabteilung durchlaufen hatte. Für den Club debütierte der Verteidiger im Verlauf der Saison 1997/98 in der Division 1, welche damals dem zweithöchsten Leistungsniveau – hinter der führenden Elitserien – entsprach. In der folgenden Spielzeit lief der Linksschütze erstmals für den Ligakonkurrenten Botkyrka HC aufs Eis, wobei das Team nach der Einführung der Allsvenskan als zweithöchsten Spielklasse in die währenddessen drittklassig fungierende Division 1 eingestuft wurde. Der Aufstieg in die Allsvenskan wurde insbesondere in der Saison 2001/02 äußerst knapp verfehlt, als Karlsson mit dem Club in der Qualifikationsrunde der Allsvenskan dem punktgleichen Örnsköldsviks SK unterlag.
Der Schwede, der sich inzwischen zu einem Eckpfeiler der Mannschaft entwickelt hatte, deutete nun ebenfalls durch eine aufsteigende Punkteausbeute seine Offensivqualitäten an, obwohl Karlsson weiterhin in seiner bevorzugten Aufgabe als Defensivverteidiger figurierte. Nachdem seinem Bruder Henrik ebenfalls der Sprung in die Herrenmannschaft des Botkyrka HC gelungen war, trennte sich zur Spielzeit 2003/04 zunächst der Weg der Brüder, da Rickard bei Nyköpings Hockey in der Allsvenskan anheuerte. Für seinen neuen Arbeitgeber stand der physisch starke Abräumer drei Jahre auf Eis dem Eis, ehe er von 2006 bis 2008 seine Profikarriere im Trikot von Hammarby Hockey ausklingen ließ, wobei sein Bruder Henrik während dieser Zeit als deren Stammtorwart aktiv war.